# 프티 생베르나르 고개
프티 생베르나르 고개(프랑스어: Col du Petit Saint-Bernard, 이탈리아어: Colle del Piccolo San Bernardo)는 프랑스-이탈리아 국경에 있는 알프스산맥의 고개이다. 능선은 해발 2,188m에 있다. 그것은 프랑스 사부아와 이탈리아의 아오스타 계곡 사이에 있으며, 몽블랑 대산괴의 남쪽에 있으며, 정확히 주요 고산 유역에 있다. 세인트버나드 품종에 이름을 붙인 것으로 유명한 그랑 생베르나르 고개와 산베르나르디노 고개도 있다.
이 고개를 가로지르는 도로(프랑스의 라로지에 La Rosiere를 통해 부르-생모리스에서 D1090, 이탈리아의 라튈(La Thuile)을 경유하여 아오스타 계곡에서 SS26)는 일반적으로 5월에서 10월까지 개방된다.
정상에서 도로는 지름 72m의 돌로 된 원을 가로지른다. 한때 중앙에 서 있던 돌이 있었다. 동전 발견에서 이것은 철기시대의 것으로 믿어지며, 아마도 타렝테스 문화(Tarentaise, 기원전 725년경–기원전 450년)의 의식 장소일 것이다. 스톤 서클은 19세기에 부분적으로 복원되었다.
로마 시대에는 주변에 주피터에게 바치는 신전이 건립되었으며, 길을 따라 여행자들을 섬기는 저택이 있었는데, 카르타고의 장군 한니발이 이 길을 이용했던 것으로 여겨진다.

## 투르 드 프랑스
프티 생베르나르 고개는 1949년 투르 드 프랑스가 처음 건넜고, 그 이후로 세 번이나 등장했다. 2007년 몽테 도트빌은 투르 드 프랑스의 8단계에 올랐다. 이 고개는 7월 21일 2009 투르 드 프랑스 스테이지 16에서 마르티니(스위스)에서 부르-생-모리스까지의 160km로, 그랑 생베르나르 고개도 특징이다.
| 년도 | 단계 | 카테고리 | Leader at the summit |
| ---- | ---- | -------- | -------------------- |
| 2009 | 16   | 1        | Franco Pellizotti    |
| 1963 | 17   | 2        | Federico Bahamontes  |
| 1959 | 18   | 1        | Michele Gismondi     |
| 1949 | 17   | 2        | Gino Bartali         |

### 노선
부르-생모리스에서 남서쪽으로 프티 생베르나르 고개의 길이는 26.5km이다. 이 거리에서 등반은 1,348m(평균 경사도 5.1%)이며, 등반 시작 시 가장 가파른 구간은 8.1%이다. 라로지에르 호수까지 처음 15.5km는 몽테 도트빌(Montée d'Hauteville) 등반을 형성한다.
프레-생-디디에(이탈리아 북서부의 아오스타 계곡 지역)에서 이 고개의 길이는 23.5km이다. 이 거리에서 등반은 1,184m이다(평균 경사 5%).